# Richard Jackson (cầu thủ bóng đá, sinh năm 1900)
Richard Jackson (sinh ngày 4 tháng 7 năm 1900) là một cầu thủ bóng đá người Anh, thi đấu cho Rotherham County, đội hậu duệ Rotherham United, và Gillingham từ năm 1922 đến năm 1934.